# Vălișoara (Balșa), Hunedoara

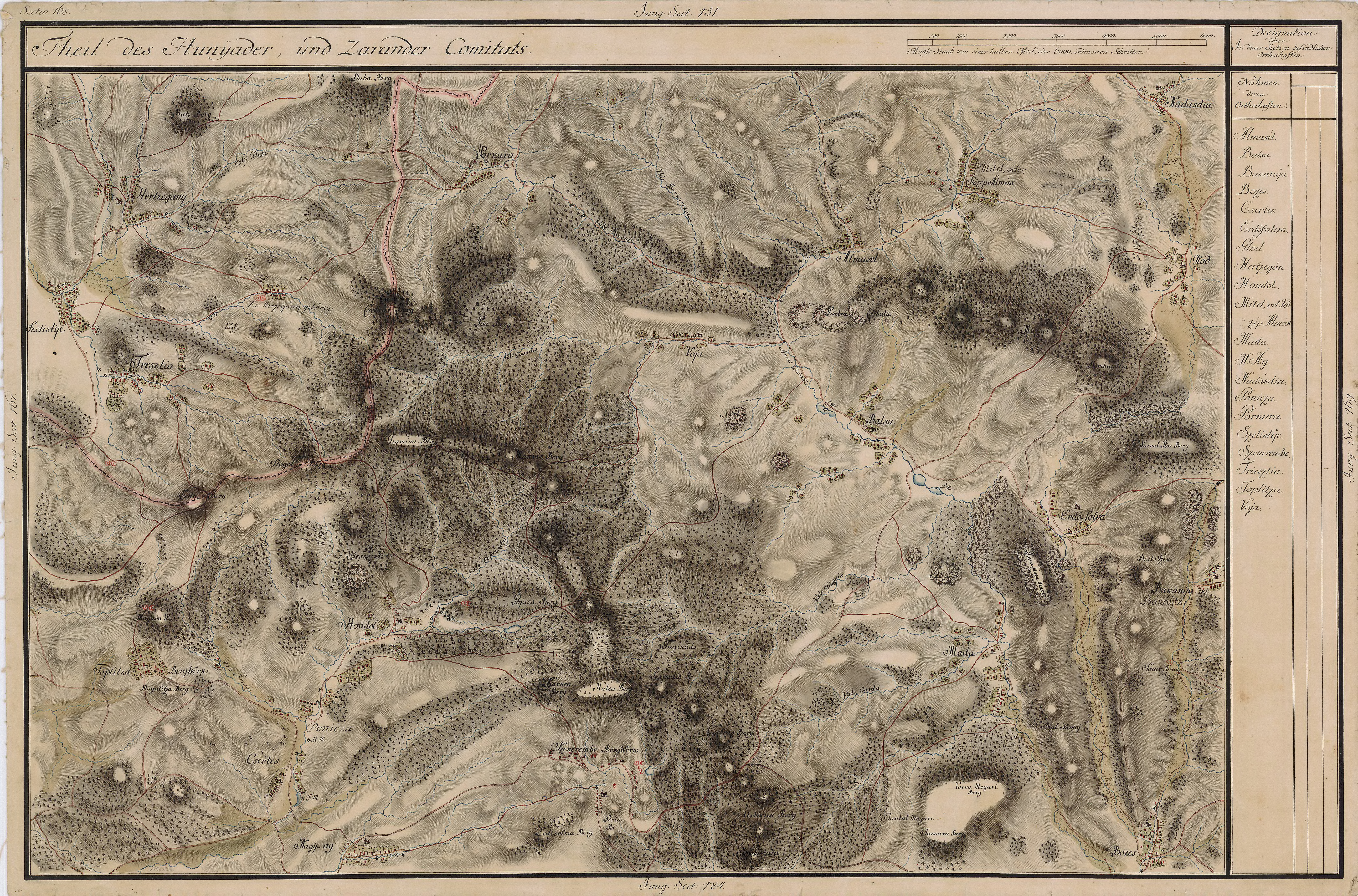
Vălișoara în Harta Iosefină a Transilvaniei, 1769-1773

Vălișoara este un sat în comuna Balșa din județul Hunedoara, Transilvania, România.

## Monumente istorice
- Biserica de lemn „Sfinții Arhangheli Mihail și Gavriil”